# 结构常数
群论中的结构常数是定义在李群上的一组常数。它们决定了该李群的李代数的元素之间的李括号（对易关系）。反过来，给定一组满足某些性质的常数，就一定存在以它们为结构常数的局部李群。

## 定义
给定{\displaystyle r}维李群{\displaystyle G}上的{\displaystyle r}个线性无关的右不变向量场{\displaystyle X_{i}(1\leq i\leq r)}，它们构成了{\displaystyle G}的李代数的一组基底。设
{\displaystyle [X_{i},X_{j}]=C_{ij}^{k}X_{k}}，
其中{\displaystyle [,]}表示李括号。可以证明{\displaystyle C_{ij}^{k}}是一组常数，它们称为李群{\displaystyle G}的结构常数。

## 性质
李群{\displaystyle G}的结构常数满足反对称性
{\displaystyle C_{ij}^{k}=-C_{ji}^{k}}，
以及Jacobi恒等式
{\displaystyle C_{ij}^{k}C_{lm}^{i}+C_{il}^{k}C_{mj}^{i}+C_{im}^{k}C_{jl}^{i}=0}。
反过来，如果有一组常数{\displaystyle C_{ij}^{k},1\leq i,j,k\leq r}满足上述两条性质，那么一定存在一个局部李群以这组常数为结构常数。